# Pravy
Pravy (en allemand : Praw) est une commune du district et de la région de Pardubice, en République tchèque. Sa population s'élevait à 117 habitants en 2024.

## Géographie
Pravy se trouve à 16 km au nord-ouest de Pardubice, à 17 km au sud-ouest de Hradec Králové et à 85 km à l'est de Prague.
La commune est limitée par Kratonohy et Dobřenice au nord, par Rohoznice à l'est, par Křičeň au sud, et par Kasalice au sud-ouest et à l'ouest.

## Histoire
La première mention écrite du village date de 1414.

## Transports
Par la route, Pravy se trouve à 18 km de Pardubice, à 20 km de Hradec Králové et à 99 km de Prague. 
La commune est desservie par l'autoroute D11 ou E67 ( 76 Pravy).